# Třeština
Třeština är en ort i Tjeckien.   Den ligger i regionen Olomouc, i den östra delen av landet, 190 km öster om huvudstaden Prag. Třeština ligger 258 meter över havet och antalet invånare är 345.
Terrängen runt Třeština är platt åt sydost, men åt nordväst är den kuperad.Runt Třeština är det ganska tätbefolkat, med 172 invånare per kvadratkilometer. Närmaste större samhälle är Šumperk, 18,8 km norr om Třeština. Trakten runt Třeština består till största delen av jordbruksmark.